# Rifugio Al Legn
Die Rifugio Al Legn ist eine Schutzhütte in der Tessiner Gemeinde Brissago auf 1804 m ü. M.

## Beschreibung
Sie liegt am Fusse des Grenzbergs Gridone auf einer natürlichen Terrasse nahe der Alp Arolgia in 1804 m ü. M. Höhe mit Weitblick auf den Lago Maggiore.
Zu Fuss wird die Hütte innert zwei Stunden vom Ende der Strasse, die von Brissago (197 m ü. M.) nach dem Weiler Mergugno (1060 m ü. M.) führt, erreicht. Von der Hütte ist der Gipfel des Gridone (2188 m ü. M.) binnen einer einstündigen Wanderung (T3) erreichbar.